# Sheer Heart Attack Tour
Sheer Heart Attack Tour — концертний тур британського рок-гурту «Queen», влаштований на підтримку альбому «Sheer Heart Attack». В його рамках гурт відвідав США, Канаду, Японію і європейські країни. Останні два концерти (в лондонському «Rainbow») було записано і знято на кіноплівку. Альбом під назвою Queen — «Live at the Rainbow '74» вийшов 8 вересня 2014 року.

## Передумови
1974 рік почався для гурту з першої поїздки за межі Європи і виступу на музичному фестивалі в Санбері в Австралії. Хоча гурт виступив хедлайнером 2 лютого, їх виступ на наступний день було скасовано. У березні гурт вирушив в тур Великою Британією на підтримку свого нового альбому «Queen II», а потім — у першу поїздку по США. Вони знову виступали на підтримку гурту «Mott the Hoople» у чотирьохтижневому турі, який почався у квітні. Гурт приділяв більше уваги своєму зовнішньому вигляду на сцені і використовував послуги Зандри Роудс для розробки деяких своїх костюмів. Однак гастролі «Queen» різко зупинилися, коли Браян Мей захворів на гепатит після виступу в Нью-Йорку 11 травня, і всі вони мусіли летіти додому, щоб він зміг одужати.

## Тур
Гурт незабаром повернувся на гастролі і розпочала свій другий тур як хедлайнери, зігравши дев'ятнадцять концертів на вісімнадцяти різних майданчиках по всій Великій Британії. Гурт «Hustler» був на розігріві, сет-лист містив більшу частину матеріалу з нового альбому «Sheer Heart Attack». Гурт інвестував велику кількість грошей в нове сценічне шоу, у цьому турі члени гурту одягнули нові костюми і додали додаткову освітлювальну установку, в комплекті з сучасними сценічними ефектами. Наприкінці 1974 року «Queen» вирушили в європейський тур, що складався з десяти концертів в шести країнах, які тривали понад два з половиною тижні. 1975 рік розпочали з американського етапу туру, а потім гурт вирушив на гастролі до Японії. Тур був би довшим, та через аварію за участю вантажівки, яка перевозила їхнє обладнання, що не змогло дістатися запланованих місць, які могли би стати другим американським етапом туру.
Були невеликі відмінності між турне по Великій Британії, США і Японії. Японські виступи були трохи довші («Queen» навіть грали «Doing All Right» і «See What A Fool I've Been», а також «Hangman» в останню ніч туру), можливо, через теплий прийом, який вони отримали від японських шанувальників.

## Сет-лист
| Манчестер, Англія 1. «Procession» 2. «Now I'm Here» 3. «Ogre Battle» 4. «Father to Son» 5. «White Queen» 6. «Flick of the Wrist» 7. «In the Lap of the Gods» 8. «Killer Queen» 9. «The March of the Black Queen» 10. «Bring Back That Leroy Brown» 11. «Son and Daughter» 12. «Keep Yourself Alive» 13. «Seven Seas of Rhye» 14. «Liar» 15. «Stone Cold Crazy» 16. «In the Lap of the Gods… Revisited» Виконання на біс 17. «Big Spender» 18. «Modern Times Rock 'n' Roll» 19. «Jailhouse Rock» 20. «God Save the Queen» Ліверпуль, Англія / Шеффілд, Англія / Бредфорд, Англія / Лондон Англія (перша ніч) / Лондон, Англія (друга ніч) / Кельн, Німеччина / Гаага, Нідерланди / Брюссель, Бельгія 1. «Procession» 2. «Now I'm Here» 3. «Ogre Battle» 4. «Father to Son» 5. «White Queen» 6. «Flick of the Wrist» 7. «In the Lap of the Gods» 8. «Killer Queen» 9. «The March of the Black Queen» 10. «Bring Back That Leroy Brown» 11. «Son and Daughter» 12. «Keep Yourself Alive» 13. «Seven Seas of Rhye» 14. «Stone Cold Crazy» 15. «Liar» 16. «In the Lap of the Gods… Revisited» Виконання на біс 17. «Big Spender» 18. «Modern Times Rock 'n' Roll» 19. «Jailhouse Rock» 20. «God Save the Queen» | Глазго, Шотландія 1. «Procession» 2. «Now I'm Here» 3. «Ogre Battle» 4. «Father to Son» 5. «White Queen» 6. «Flick of the Wrist» 7. «In the Lap of the Gods» 8. «Killer Queen» 9. «The March of the Black Queen» 10. «Bring Back That Leroy Brown» 11. «Seven Seas of Rhye» 12. «Stone Cold Crazy» 13. «Son and Daughter» 14. «Keep Yourself Alive» 15. «Liar» 16. «In the Lap of the Gods… Revisited» Виконання на біс 17. «Big Spender» 18. «Modern Times Rock 'n' Roll» 19. «Jailhouse Rock» 20. «God Save the Queen» |

| Мілвокі, США / Санта-Моніка, США / Сан-Франциско, США 1. «Procession» 2. «Now I'm Here» 3. «Ogre Battle» 4. «Father to Son» 5. «White Queen» 6. «Flick of the Wrist» 7. «In the Lap of the Gods» 8. «Killer Queen» 9. «The March of the Black Queen» 10. «Bring Back That Leroy Brown» 11. «Son and Daughter» 12. «Keep Yourself Alive» 13. «Stone Cold Crazy» 14. «Liar» 15. «In the Lap of the Gods… Revisited» Виконання на біс 16. «Big Spender» 17. «Modern Times Rock 'n' Roll» 18. «Jailhouse Rock» 19. «God Save the Queen» |

| Токіо, Японія (перша ніч) / Нагоя, Японія / Кобе, Японія / Окаяма, Японія 1. «Procession» 2. «Now I'm Here» 3. «Ogre Battle» 4. «Father to Son» 5. «White Queen» 6. «Flick of the Wrist» 7. «Doing All Right» 8. «In the Lap of the Gods» 9. «Killer Queen» 10. «The March of the Black Queen» 11. «Bring Back That Leroy Brown» 12. «Son and Daughter» 13. «Keep Yourself Alive» 14. «Seven Seas of Rhye» 15. «Stone Cold Crazy» 16. «Liar» 17. «In the Lap of the Gods… Reivisted» Виконання на біс 18. «Big Spender» 19. «Modern Times Rock 'n' Roll» 20. «Jailhouse Rock» Виконання на біс 21. «See What a Fool I've Been» 22. «God Save the Queen» Шизуока, Японія 1. «Procession» 2. «Now I'm Here» 3. «Ogre Battle» 4. «White Queen» 5. «Flick of the Wrist» 6. «Doing All Right» 7. «In the Lap of the Gods» 8. «Killer Queen» 9. «The March of the Black Queen» 10. «Bring Back That Leroy Brown» 11. «Son and Daughter» 12. «Keep Yourself Alive» 13. «Seven Seas of Rhye» 14. «Stone Cold Crazy» 15. «Liar» 16. «In the Lap of the Gods… Reivisted» Виконання на біс 17. «Big Spender» 18. «Modern Times Rock 'n' Roll» 19. «Jailhouse Rock» 20. «God Save the Queen» | Йокагама, Японія 1. «Procession» 2. «Now I'm Here» 3. «Ogre Battle» 4. «Great King Rat» 5. «White Queen» 6. «Flick of the Wrist» 7. «Doing All Right» 8. «In the Lap of the Gods» 9. «Killer Queen» 10. «The March of the Black Queen» 11. «Bring Back That Leroy Brown» 12. «Son and Daughter» 13. «Keep Yourself Alive» 14. «Seven Seas of Rhye» 15. «Stone Cold Crazy» 16. «Liar» 17. «In the Lap of the Gods… Reivisted» Виконання на біс 18. «Big Spender» 19. «Modern Times Rock 'n' Roll» 20. «Jailhouse Rock» Виконання на біс 21. «See What a Fool I've Been» 22. «God Save the Queen» Токіо, Японія (друга ніч) 1. «Procession» 2. «Now I'm Here» 3. «Ogre Battle» 4. «Great King Rat» 5. «White Queen» 6. «Flick of the Wrist» 7. «Hangman» 8. «Doing All Right» 9. «In the Lap of the Gods» 10. «Killer Queen» 11. «The March of the Black Queen» 12. «Bring Back That Leroy Brown» 13. «Son and Daughter» 14. «Keep Yourself Alive» 15. «Seven Seas of Rhye» 16. «Stone Cold Crazy» 17. «Liar» 18. «In the Lap of the Gods… Reivisted» Виконання на біс 19. «Big Spender» 20. «Modern Times Rock 'n' Roll» 21. «Jailhouse Rock» Виконання на біс 22. «See What a Fool I've Been» 23. «God Save the Queen» |

## Підтримка гуртів
- Hustler (США)
- Lynyrd Skynyrd (Європа, вибіркові дати)
- Kansas (Північна Америка, вибіркові дати)
- Mahogany Rush (Північна Америка, вибіркові дати)
- Kayak[en] (Гаага)
- The Storm (Барселона)
- Argent (Пассаїк)
- REO Speedwagon (Медісон)
- Bloodrock (Даллас)
- Styx (Калгарі)

## Дати виступів
| Дата               | Місто         | Країна            | Місце                               |
| Європа             | Європа        | Європа            | Європа                              |
| ------------------ | ------------- | ----------------- | ----------------------------------- |
| 30 жовтня 1974     | Манчестер     | Англія            | Palace Theatre                      |
| 31 жовтня 1974     | Генлі         | Англія            | Victoria Hall                       |
| 1 листопада 1974   | Ліверпуль     | Англія            | Liverpool Empire Theatre            |
| 2 листопада 1974   | Лідс          | Англія            | University of Leeds Refectory       |
| 3 листопада 1974   | Ковентрі      | Англія            | Coventry Theatre                    |
| 5 листопада 1974   | Шеффілд       | Англія            | Sheffield City Hall                 |
| 6 листопада 1974   | Бредфорд      | Англія            | St George's Hall                    |
| 7 листопада 1974   | Ньюкасл       | Англія            | Newcastle City Hall                 |
| 8 листопада 1974   | Глазго        | Шотландія         | The Apollo                          |
| 9 листопада 1974   | Ланкастер     | Англія            | The Great Hall                      |
| 10 листопада 1974  | Престон       | Англія            | Preston Guild Hall                  |
| 12 листопада 1974  | Бристоль      | Англія            | Colston Hall                        |
| 13 листопада 1974  | Борнмут       | Англія            | Winter Gardens                      |
| 14 листопада 1974  | Саутгемптон   | Англія            | Gaumont Theatre                     |
| 15 листопада 1974  | Свонсі        | Уельс             | Brangwyn Hall                       |
| 16 листопада 1974  | Бірмінгем     | Англія            | Birmingham Town Hall                |
| 18 листопада 1974  | Оксфорд       | Англія            | New Theatre                         |
| 19 листопада 1974  | Лондон        | Англія            | Rainbow Theatre                     |
| 20 листопада 1974  | Лондон        | Англія            | Rainbow Theatre                     |
| 23 листопада 1974  | Gothenburg    | Швеція            | Gothenburg Concert Hall             |
| 25 листопада 1974  | Гельсінкі     | Фінляндія         | Kulttuuritalo                       |
| 27 листопада 1974  | Лунд          | Швеція            | Olympen                             |
| 2 грудня 1974      | Мюнхен        | Західна Німеччина | Theater an der Brienner Straße      |
| 4 грудня 1974      | Франкфурт     | Західна Німеччина | Palmengarten                        |
| 5 грудня 1974      | Гамбург       | Західна Німеччина | Musikhalle                          |
| 6 грудня 1974      | Кельн         | Західна Німеччина | Sartory-Saal                        |
| 8 грудня 1974      | Гаага         | Нідерланди        | Nederlands Congresgebouw            |
| 10 грудня 1974     | Шаєрбік       | Бельгія           | Théâtre 140                         |
| 13 грудня 1974     | Барселона     | Іспанія           | Palau dels Esports                  |
| Північна Америка   |               |                   |                                     |
| 5 лютого 1975      | Колумбус      | США               | Agora Ballroom                      |
| 7 лютого 1975      | Дейтон        | США               | Palace Theatre                      |
| 8 лютого 1975[A]   | Клівленд      | США               | Music Hall                          |
| 9 лютого 1975      | Саут-Бенд     | США               | Morris Civic Auditorium             |
| 10 лютого 1975     | Детройт       | США               | Ford Auditorium                     |
| 11 лютого 1975     | Толедо        | США               | Student Union Auditorium            |
| 14 лютого 1975     | Вотербарі     | США               | Palace Theater                      |
| 15 лютого 1975[A]  | Бостон        | США               | Orpheum Theatre                     |
| 16 лютого 1975[A]  | Нью-Йорк      | США               | Avery Fisher Hall                   |
| 17 лютого 1975     | Трантон       | США               | Trenton War Memorial Theater        |
| 19 лютого 1975     | Льюїстон      | США               | Lewiston Armory                     |
| 21 лютого 1975     | Пассаїк       | США               | Capitol Theatre                     |
| 22 лютого 1975     | Гаррісбург    | США               | State Farm Show Arena               |
| 23 лютого 1975[A]  | Філадельфія   | США               | Erlanger Theatre                    |
| 24 лютого 1975     | Вашингтон     | США               | Kennedy Center Concert Hall         |
| 5 березня 1975     | La Crosse     | США               | Sawyer Auditorium                   |
| 6 березня 1975     | Медісон       | США               | Dane County Coliseum                |
| 7 березня 1975     | Мілвокі       | США               | Uptown Theatre                      |
| 8 березня 1975     | Чикаго        | США               | Aragon Ballroom                     |
| 9 березня 1975     | Сент-Луїс     | США               | Convention Hall                     |
| 10 березня 1975    | Форт-Вейн     | США               | Allen County War Memorial Coliseum  |
| 12 березня 1975    | Атланта       | США               | Municipal Auditorium                |
| 13 березня 1975    | Чарлстон      | США               | Charleston Coliseum                 |
| 17 березня 1975    | Маямі         | США               | Miami Marine Stadium                |
| 18 березня 1975    | Челметт       | США               | St. Bernard Parish Civic Auditorium |
| 20 березня 1975    | Сан-Антоніо   | США               | San Antonio Municipal Auditorium    |
| 21 березня 1975    | Х'юстон       | США               | Houston Music Hall                  |
| 22 березня 1975    | Даллас        | США               | McFarlin Memorial Auditorium        |
| 23 березня 1975    | Даллас        | США               | McFarlin Memorial Auditorium        |
| 25 березня 1975    | Талса         | США               | Tulsa Municipal Theater             |
| 29 березня 1975[A] | Санта-Моніка  | США               | Santa Monica Civic Auditorium       |
| 30 березня 1975    | Сан-Франциско | США               | Winterland Ballroom                 |
| 2 квітня 1975      | Едмонтон      | Канада            | Kinsmen Field House                 |
| 3 квітня 1975      | Калгарі       | Канада            | Stampede Corral                     |
| 6 квітня 1975      | Сіетл         | США               | Paramount Northwest Theatre         |
| Азія               |               |                   |                                     |
| 19 квітня 1975     | Токіо         | Японія            | Nippon Budokan                      |
| 22 квітня 1975     | Нагоя         | Японія            | Aichi Prefectural Gymnasium         |
| 23 квітня 1975     | Кобе          | Японія            | Kokusai Kaikan Hall                 |
| 25 квітня 1975     | Фукуока       | Японія            | Fukuoka Kyuden Kinen Gymnasium      |
| 28 квітня 1975     | Окаяма        | Японія            | Kenritsu Taiikukan                  |
| 29 квітня 1975     | Шизуока       | Японія            | Yamaha Tsumagoi Hall                |
| 30 квітня 1975     | Йокагама      | Японія            | Yokohama Cultural Gymnasium         |
| 1 травня 1975      | Токіо         | Японія            | Nippon Budokan                      |

Примітки
A Ця дата туру включає в себе ранковий виступ
Скасовані та перенесені виступи
| 28 листопада 1974 | Копенгаген, Данія         | Tivoli Gardens                | Скасовано                                                                      |
| 29 листопада 1974 | Осло, Норвегія            | Chateau Neuf                  | Скасовано                                                                      |
| 4 грудня 1974     | Франкфурт, Німеччина      | Jahrhunderthalle              | Переїхали до Палменгартену                                                     |
| 7 грудня 1974     | Сінген                    | Scheffelhalle                 | Скасовано відповідно до повідомлення в місцевій газеті від 10 грудня 1974 року |
| 10 грудня 1974    | Брюссель, Бельгія         | Ancienne Belgique             | Переїхали до Théâtre 140 в Шаєрбіку, Бельгія                                   |
| 6 лютого 1975     | Цинциннаті, Огайо         | Reflections                   | Скасовано                                                                      |
| 25 лютого 1975    | Піттсбург, Пенсильванія   | Stanley Theatre               | Скасовано                                                                      |
| 26 лютого 1975    | Кацтаун, Пенсильванія     | Keystone Hall                 | Скасовано                                                                      |
| 27 лютого 1975    | Баффало, Нью-Йорк         | Kleinhans Music Hall          | Скасовано                                                                      |
| 28 лютого 1975    | Торонто, Канада           | Massey Hall                   | Скасовано                                                                      |
| 1 березня 1975    | Кітченер, Канада          | Kitchener Memorial Auditorium | Скасовано                                                                      |
| 2 березня 1975    | Лондон, Канада            | London Gardens                | Скасовано                                                                      |
| 4 березня 1975    | Девенпорт, Айова          | RKO Orpheum Theater           | Скасовано                                                                      |
| 14 березня 1975   | Санкт-Петербург, Флорида  | Sunshine Speedway             | Скасовано                                                                      |
| 15 березня 1975   | Маямі, Флорида            | Miami Marine Stadium          | Перенесено на 17 березня 1975                                                  |
| 16 березня 1975   | Вінтер-Гейвен, Флорида    | Florida Citrus Showcase       | Скасовано                                                                      |
| 22 березня 1975   | Остін, Техас              | Armadillo World Headquarters  | Скасовано                                                                      |
| 26 березня 1975   | Канзас-Сіті, Міссурі      | Municipal Auditorium          | Скасовано                                                                      |
| 28 березня 1975   | Сан-Дієго, Каліфорнія     | Open Air Theatre              | Скасовано                                                                      |
| 5 квітня 1975     | Ванкувер, Канада          | Orpheum Theatre               | Скасовано                                                                      |
| 7 квітня 1975     | Портленд, Орегон          | Paramount Theatre             | Скасовано                                                                      |
| 12 серпня 1975    | Філадельфія, Пенсильванія | Spectrum                      | Скасовано                                                                      |
| 13 серпня 1975    | Нью-Йорк, Нью-Йорк        | Felt Forum                    | Скасовано                                                                      |
| 14 серпня 1975    | Лендовер, Меріленд        | Capital Centre                | Скасовано                                                                      |
| 15 серпня 1975    | Хартфорд, Коннектикут     | Hartford Civic Center         | Скасовано                                                                      |
| 16 серпня 1975    | Бостон, Массачусеттс      | Boston Garden                 | Скасовано                                                                      |
| 17 серпня 1975    | Провіденс, Род-Айленд     | Providence Civic Center       | Скасовано                                                                      |
| 19 серпня 1975    | Генрієтта, Нью-Йорк       | Dome Arena                    | Скасовано                                                                      |
| 20 серпня 1975    | Баффало, Нью-Йорк         | Buffalo Memorial Auditorium   | Скасовано                                                                      |
| 21 серпня 1975    | Детройт, Мічиган          | Cobo Arena                    | Скасовано                                                                      |
| 22 серпня 1975    | Цинциннаті, Огайо         | Cincinnati Gardens            | Скасовано                                                                      |
| 23 серпня 1975    | Річфілд-Тауншип, Огайо    | The Coliseum at Richfield     | Скасовано                                                                      |
| 24 серпня 1975    | Толедо, Огайо             | Toledo Sports Arena           | Скасовано                                                                      |
| 26 серпня 1975    | Піттсбург, Пенсильванія   | Syria Mosque                  | Скасовано                                                                      |
| 27 серпня 1975    | Сагінау, Мічиган          | Saginaw County Event Center   | Скасовано                                                                      |
| 28 серпня 1975    | Каламазу, Мічиган         | Wings Stadium                 | Скасовано                                                                      |
| 29 серпня 1975    | Чикаго, Іллінойс          | International Amphitheatre    | Скасовано                                                                      |
| 30 серпня 1975    | Сент-Пол, Міннесота       | St. Paul Auditorium           | Скасовано                                                                      |
| 31 серпня 1975    | Дулут, Міннесота          | Duluth Auditorium             | Скасовано                                                                      |

## Музиканти
- Фредді Мерк'юрі — вокал, фортепіано, бубон
- Браян Мей — гітара, бек-вокал, банджо
- Роджер Тейлор — ударні, бек-вокал
- Джон Дікон — бас-гітара, бек-вокал, трикутник